# Jan Kavan

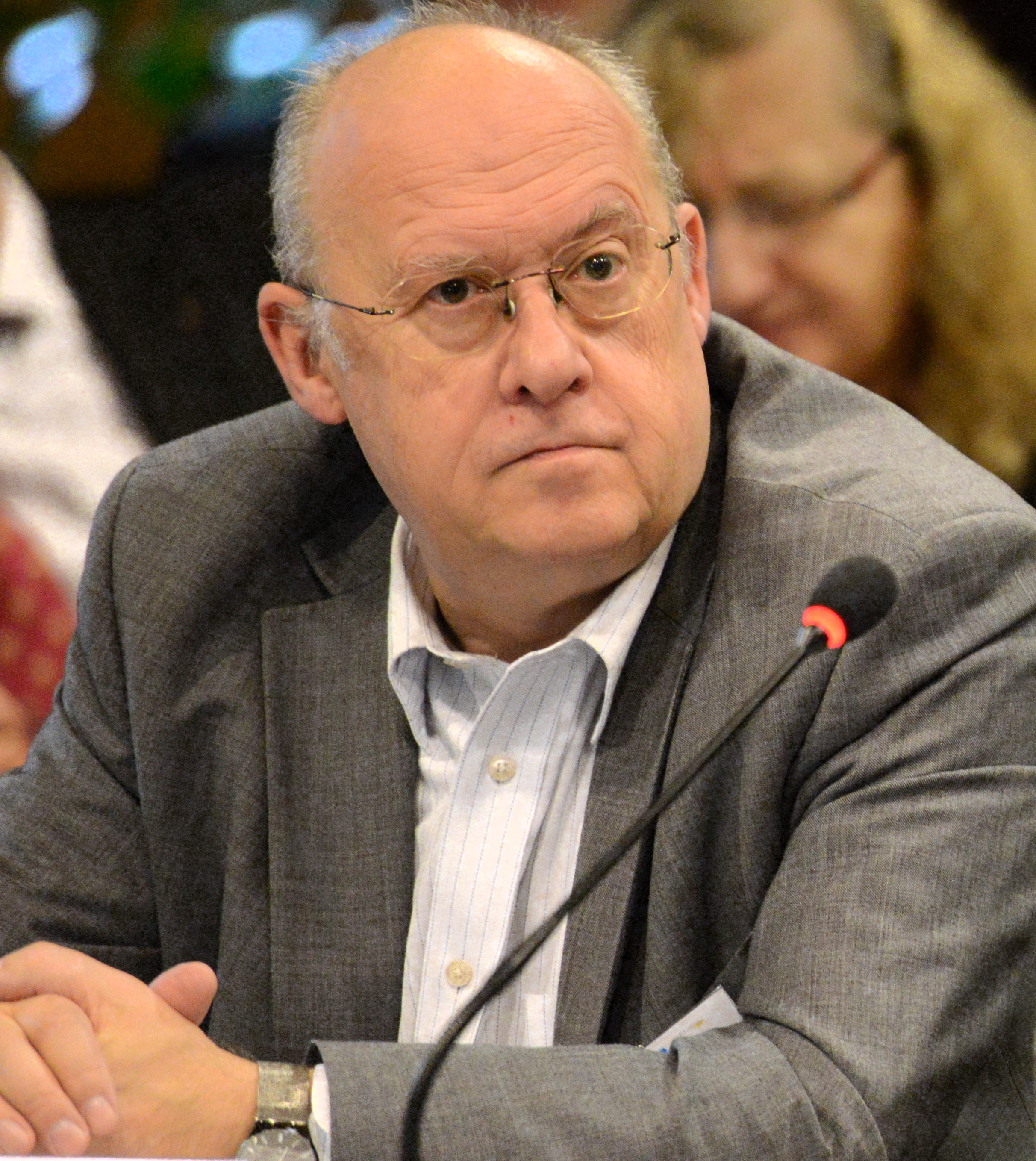
Jan Kavan (2014)

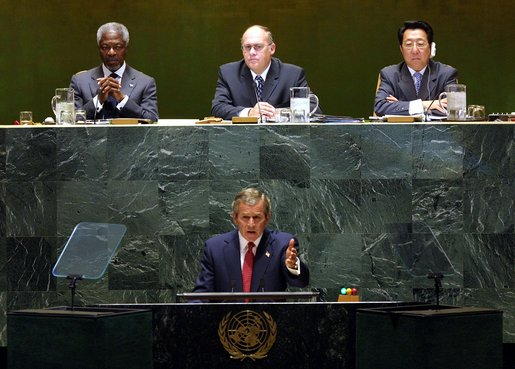
Jan Kavan (obere Reihe, in der Mitte) in der UNO (2002)

Jan Kavan (* 17. Oktober 1946 in London) ist ein tschechischer sozialdemokratischer Politiker der ČSSD und Diplomat. Er ist ehemaliger tschechischer Außenminister und Vizeministerpräsident und leitete als Präsident die 57. Generalversammlung der Vereinten Nationen.

## Frühes Leben und Exil (bis 1989)
Kavan wurde als Sohn einer englischen Lehrerin und eines tschechoslowakischen Diplomaten in London geboren. Sein Vater wurde nach der Machtübernahme durch die Kommunisten 1950 nach Prag zurückgerufen und im Schauprozess gegen die Gruppe um Rudolf Slánský zu 25 Jahren Haft verurteilt. Sein Vater starb nach der Entlassung 1960 im Alter von 46 Jahren an den Haftfolgen. Diese Erlebnisse prägten Kavan.
Er wurde in den 1960er Jahren einer der Führer der Studentenbewegung während des Prager Frühlings und emigrierte deshalb nach der Niederschlagung durch die Sowjets 1968 aus der Tschechoslowakei, er ließ sich in London nieder. Dort studierte er Politik und internationale Beziehungen. Später gründete Kavan in Großbritannien eine unabhängige Presseagentur, die Palach Press Agency, die das Hauptverbreitungsmedium der Charta 77 in Westeuropa wurde. Deshalb entzogen ihm die Kommunisten 1979 die tschechoslowakische Staatsbürgerschaft.

## 1990er Jahre
Kavan kehrte während der Samtenen Revolution im November 1989 nach Prag zurück. Er wurde bei den ersten demokratischen Wahlen 1990 ins Tschechoslowakische Parlament gewählt, diesem gehörte er bis zur Auflösung der Tschechoslowakei zum Ende 1992 an. 1993 trat Kavan der ČSSD bei und wurde 1996 in den neu eingerichteten Senat gewählt. Zu seinem Schwerpunkt wurde die Außenpolitik, sodass er nach dem Wahlsieg der Sozialdemokraten zuerst 1998 zum Außenminister unter Miloš Zeman und 1999 auch zum Stellvertretenden Ministerpräsidenten berufen wurde.

## 2000er Jahre
Kavan war ab Januar 2002 kurzzeitig tschechischer Vertreter beim EU-Verfassung-Konvent, trat von diesem Posten jedoch im Sommer desselben Jahres zurück. Vorher endete schon im Juli 2002 seine Amtszeit in der tschechischen Regierung. Bei den folgenden Parlamentswahlen konnte er einen Sitz erringen und blieb bis 2006 Abgeordneter. Vom 10. September 2002 bis zum 16. September 2003 war er zudem Präsident der Generalversammlung der UN.
Er ist Mitglied im European Leadership Network.
Am 8. Januar 2023 startete Jan Kavan gemeinsam mit dem Medizinwissenschafter Václav Hořejší und dem Journalisten und Gründer der tschechischen Grünen Matěj Stropnický die Initiativen „Frieden und Gerechtigkeit“.